# Icíar Montes
Icíar Montes Arce, (Madrid, 25 de mayo de 1975) es una jugadora profesional de pádel española retirada.

## Carrera deportiva

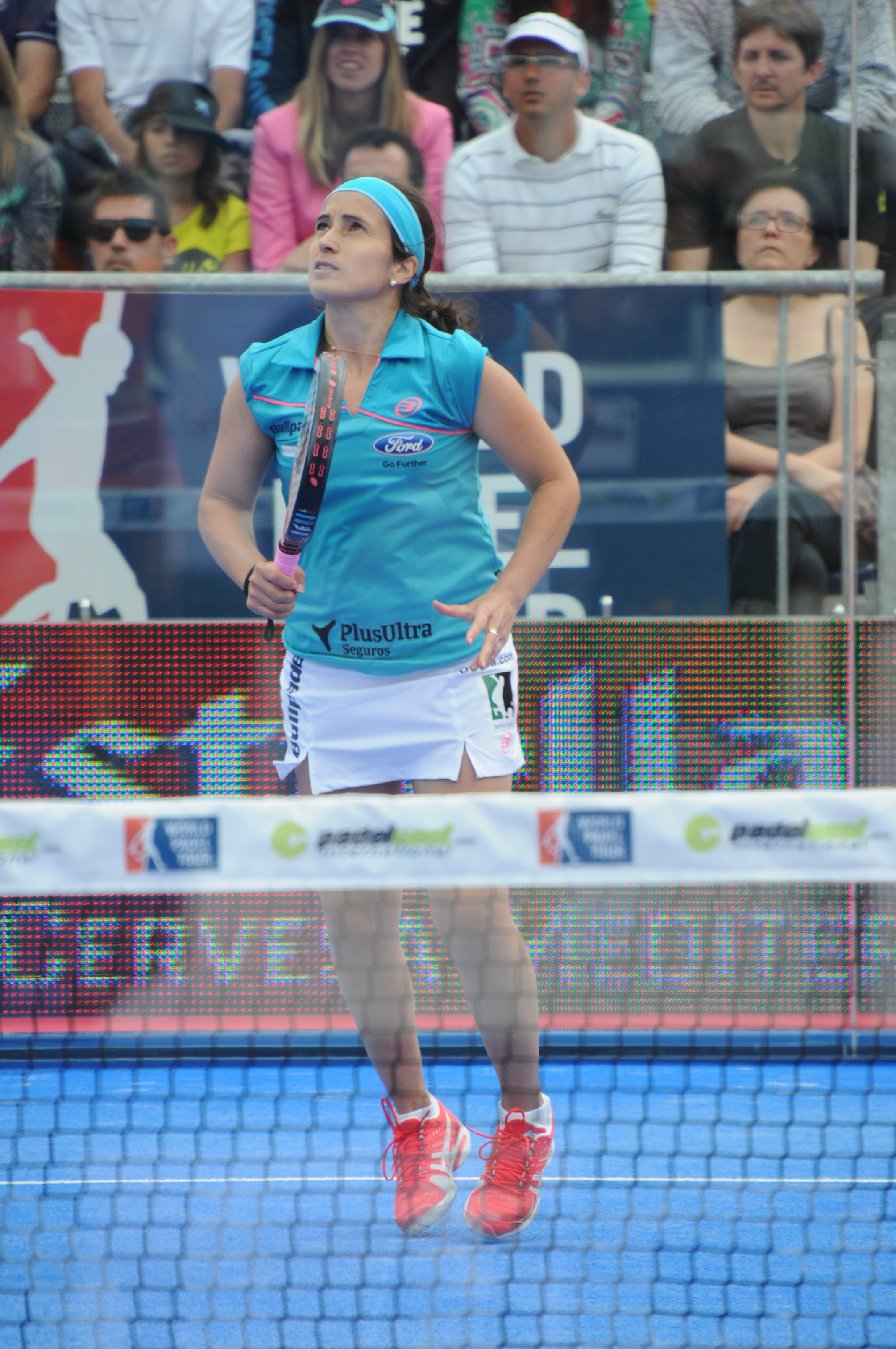
Iciar Montes

Icíar Montes se interesó desde pequeña en el deporte, jugando al tenis desde los 4 años. 
A los 18 años comienza su andadura en el pádel, compaginando sus estudios con la competición. Es licenciada en Derecho y posee varios Máster en Coaching Deportivo y PNL. 
Gracias a su constancia y dedicación, se convirtió en una de las primeras mujeres profesionales en el mundo del pádel, viviendo íntegramente del deporte. Considerada una de las jugadoras más laureadas de la historia. En su palmarés cuenta con 9 Campeonatos del Mundo. 5 de ellos en categoría por parejas, en ambos lados de la pista y con compañeras diferentes. 4 títulos por equipos con la selección española de pádel.  
Lo más destacable, su capacidad de análisis del juego, la implementación táctica y su fortaleza mental. Su constancia la mantuvo 12 años como pareja nº1 del Ránking Internacional FIP y 11 como pareja nº2.  
Compañeras de juego que se le conocen: Araceli Montero, Belén Castrillo, Carolina Navarro, Neki Berwig, Catalina Tenorio, Paula Eyheraguibel, Alejandra Salazar. Tras su retirada, en 2016 se convierte en la Seleccionadora Nacional Femenina, cosechando en su nuevo cargo, todos los títulos internacionales disputados con la Selección ( 6 Campeonatos del Mundo y 4 Europeos) ref 2024  
En la actualidad sigue trabajando con la Federación Española de Pádel; con la Federación Madrileña y con la LTA de UK en la creación de los cursos por niveles para formar a nuevos coaches.   